# TSMC
Taiwan Semiconductor Manufacturing Company, Limited (TSMC; em chinês:  台灣積體電路製造股份有限公司) é uma empresa multinacional taiwanesa de contratos de fabricação de semicondutores. É uma das maiores empresas de Taiwan, mais valiosa companhia de semicondutores e a maior fábrica independente de semicondutores do mundo, cuja sede e as operações principais localizam-se no Hsinchu Science Park em Hsinchu, Taiwan. TSMC é a primeira fabrica a produzir chips de 7 e 5 nanômetros, posteriormente aplicado no microprocessador Apple A14, o primeiro a comercializar a tecnologia de litografia Extreme Ultraviolet (EUV) em grandes volumes.
Em 2022, foi considerada uma das maiores empresas de tecnologia do mundo.